# ماکسیمیلیان میتلشتات

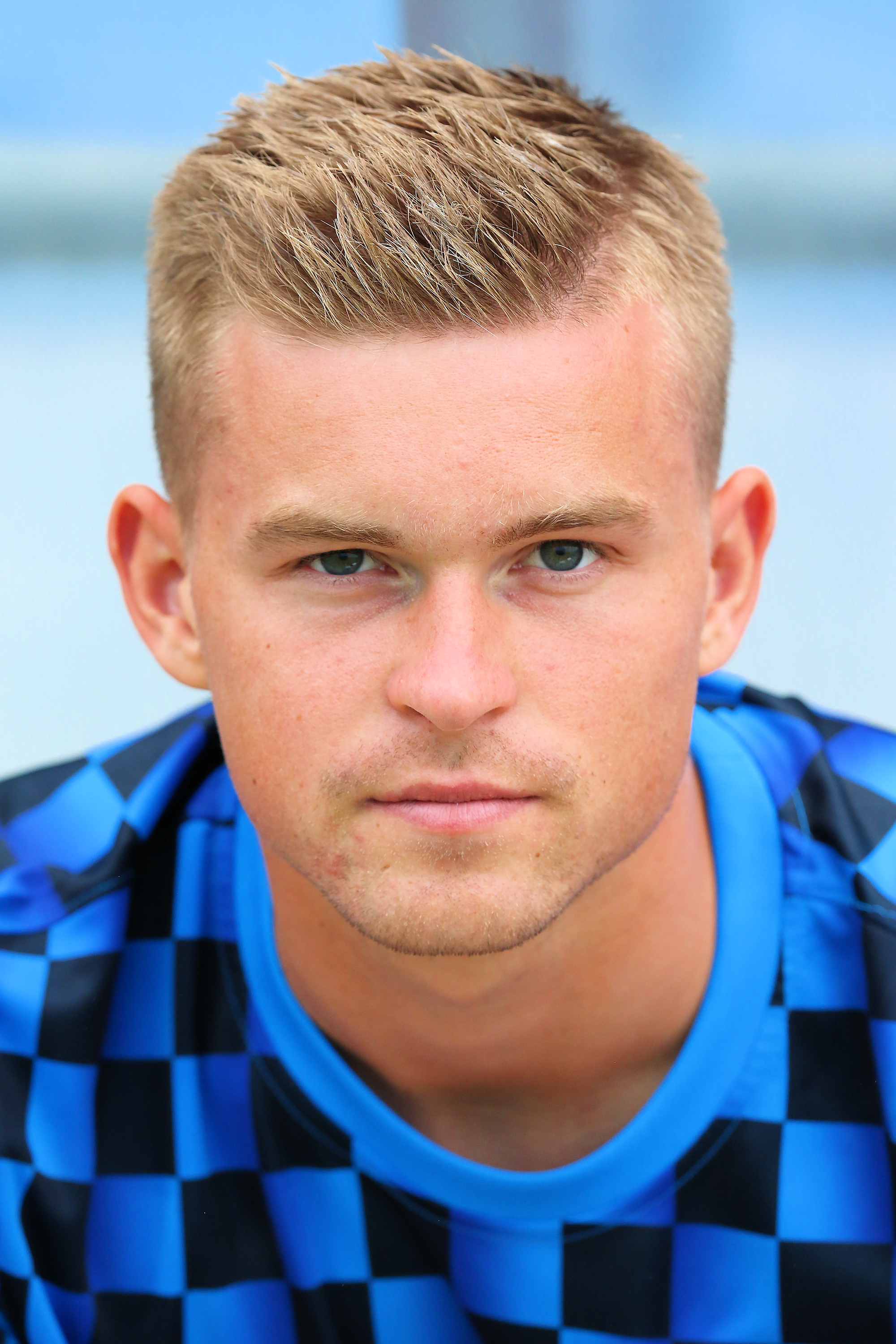
ماکسیمیلیان میتلشتات در سال ۲۰۱۹

مکسیمیلیان میتلشتات (آلمانی: Maximilian Mittelstädt؛ زادهٔ ۱۸ مارس ۱۹۹۷) بازیکن فوتبال اهل آلمان است که در پست مدافع چپ برای باشگاه فوتبال اشتوتگارت بازی می‌کند.
وی همچنین در تیم‌های ملی فوتبال جوانان آلمان، زیر ۲۰ سال آلمان و زیر ۲۱ سال آلمان بازی کرده‌است.